# Anthony Knockaert

Anthony Knockaert, né le 20 novembre 1991 à Roubaix, est un footballeur français qui évolue au poste d'attaquant au Stade Mouscron.

## Biographie

### Débuts
Anthony Knockaert commence le football à l'âge de cinq ans à l'ES Wasquehal. Avant de signer à l'En avant Guingamp, il passe par le Leers omnisports, le RC Lens et l'US Lesquin.
En septembre 2008, Leeds United lui propose un salaire mensuel de 1 300 euros à seulement seize ans et demi. Le transfert ne se réalise pas car Leeds n'accepte pas d'indemniser ses deux clubs formateurs, le RC Lens et l'US Lesquin à hauteur de 130 000 euros.

### EA Guingamp
Le 7 avril 2009, Anthony Knockaert signe un contrat avec l'En avant Guingamp qui évolue en National. Repéré par Xavier Gravelaine, il signe pour une durée de deux ans et arrive en Bretagne au mois de juillet 2009. Pour sa première saison, il participe à 30 matchs durant lesquels il inscrit cinq buts et délivre sept passes décisives et participe ainsi à la remontée de l'En avant Guingamp en Ligue 2.
Le 29 juillet 2011, le footballeur prend part à son premier match de Ligue 2 en remplaçant Fatih Atik à la 74e minute de la rencontre comptant pour la première journée de Ligue 2 face à l'équipe du club La Berrichonne de Châteauroux. Il inscrit un doublé le 9 août suivant à l'occasion du deuxième tour de la Coupe de la ligue contre le Vannes OC. Lors du tour suivant, le joueur inscrit un but contre son camp contre le FC Lorient. Le mois suivant, Anthony Knockaert marque son premier but en Ligue 2 contre le Stade de Reims. Auteur d'un but en octobre contre l'AS Monaco, il inscrit son dernier but de l'année lors de la 18e journée contre le CS Sedan. Au total, le joueur français marque 13 buts en 40 matchs toutes compétitions confondues durant sa seconde saison à Guingamp.

### Leicester City
Le 1er août 2012, Anthony Knockaert signe un contrat de quatre ans en faveur de Leicester City. Le 18 août suivant, il prend part à son premier match sous ses nouvelles couleurs lors de la première journée de Championship face à Peterborough United. Dix jours plus tard, le joueur marque son premier but, sur coup franc avec Leicester en League Cup contre Burton Albion,. Il inscrit un doublé contre Huddersfield sur une frappe de loin puis une aile de pigeon aérienne. Le 1er janvier 2013, pour le compte de la 26e journée, face à Huddersfield, l'attaquant inscrit deux buts coup sur coup, en à peine deux minutes, à la 49e et 51e minutes de jeu, score final 6-1 en faveur des Foxes. À la fin de la saison, Leicester City termine sixième au classement général et se qualifie pour les play-off de montée de Premier League. Le club est éliminé en demi-finale face à Watford, Anthony Knockaert manquant le penalty de la qualification pour la finale à la 90e minute du match retour. Après ce penalty raté, il décide de ne pas revenir défendre. Il est cependant élu meilleur espoir du club de la saison, terminant troisième meilleur buteur et troisième meilleur passeur du club.
La saison suivante, l'athlète remporte le titre de champion de Championship avec son club, et accède ainsi à la Premier League.

### Standard de Liège
Laissé libre depuis son départ de Leicester, Anthony Knockaert rejoint le 23 juin 2015, le Standard de Liège.

### Brighton & Hove
Le 6 janvier 2016, Knockaert signe pour le club anglais de Brighton & Hove. Le 9 avril 2017, il est élu meilleur joueur de Championship de la saison.
Le 15 octobre 2017, le milieu de terrain français inscrit son premier but en Premier League face à Everton (1-1).
Le joueur inscrit 27 buts en 139 matchs sous le maillot du club de Brighton en l'espace de trois ans et demi.

### Fulham FC
Le 21 juillet 2019, Anthony Knockaert est prêté pour une saison avec option d'achat obligatoire au Fulham FC. Il inscrit quatre buts en quarante-six matchs toutes compétitions confondues au cours d'une saison 2019-2020 qui voit Fulham remonter en Premier League.
Le 8 juillet 2020, l'athlète s'engage avec le club londonien sur la base d'un contrat de trois saisons. Il dispute trois matchs de coupe en début de saison, avant d'être envoyé en prêt pour une saison à Nottingham Forest.

### Valenciennes FC
Libre de tout contrat, le footballeur signe avec le Valenciennes Football Club, équipe de Ligue 2, pour une durée d'une saison assortie d'une autre en option. Cette arrivée est considérée par la presse et les médias comme un « joli coup » ou une manière pour Valenciennes de « termine[r] fort son mercato »,.
Au terme de la saison 2023-2024, Anthony Knoackaert annonce mettre fin à sa carrière professionnelle. Le joueur continue tout de même le football à un niveau amateur en rejoignant le club belge du Stade Mouscronnois en sixième division belge (Première provinciale - P1).

### En sélection nationale
En avril 2009, alors joueur de futsal à Faches Thumesnil en parallèle de l'US Lesquin, Anthony Knockaert est sélectionné avec l'équipe de France de futsal des moins de 21 ans pour un stage de détection à Clairefontaine. Au sein de cette équipe entraînée par Henri Émile, il côtoie notamment Wissam Ben Yedder et Abdellah Zoubir, futurs professionnels de football.
Avec l'équipe de France des moins de 20 ans, Knockaert participe au Tournoi de Toulon 2011 durant lequel les Bleus atteignent la finale.
Le 29 août 2012, l'athlète est convoqué pour la première fois par Erick Mombaerts afin de participer au stage de pré-saison de l'équipe de France espoirs pour le championnat d'Europe 2013. Le 10 septembre 2012, il inscrit le premier but de son équipe lors du match amical face au Chili.

## Statistiques

### En club
| Saison                | Club                     | Championnat           | Championnat | Championnat | Coupe nationale | Coupe nationale | Coupe de la Ligue | Coupe de la Ligue | Compétition(s) continentale(s) | Compétition(s) continentale(s) | Compétition(s) continentale(s) | Play-offs | Play-offs | Total | Total |
| Saison                | Club                     | Division              | M.          | B.          | M.              | B.              | M.                | B.                | Comp.                          | M.                             | B.                             | M.        | B.        | M.    | B.    |
| 2010-2011             | EA Guingamp              | National              | 24          | 2           | 2               | 1               | 4                 | 2                 | -                              | -                              | -                              | -         | -         | 30    | 5     |
| 2011-2012             | EA Guingamp              | Ligue 2               | 36          | 11          | 2               | 0               | 2                 | 2                 | -                              | -                              | -                              | -         | -         | 40    | 13    |
| Sous-total            | Sous-total               | Sous-total            | 60          | 13          | 4               | 1               | 6                 | 4                 | -                              | -                              | -                              | -         | -         | 70    | 18    |
| 2012-2013             | Leicester City           | Championship          | 42          | 8           | 2               | 0               | 1                 | 1                 | -                              | -                              | -                              | 2         | 0         | 47    | 9     |
| 2013-2014             | Leicester City           | Championship          | 42          | 5           | 1               | 0               | 5                 | 2                 | -                              | -                              | -                              | -         | -         | 48    | 7     |
| 2014-2015             | Leicester City           | Premier League        | 9           | 0           | 1               | 0               | 1                 | 0                 | -                              | -                              | -                              | -         | -         | 11    | 0     |
| Sous-total            | Sous-total               | Sous-total            | 93          | 13          | 4               | 0               | 7                 | 3                 | -                              | -                              | -                              | 2         | 0         | 106   | 16    |
| 2015-2016             | Standard de Liège        | Jupiler League        | 20          | 5           | 3               | 0               | -                 | -                 | C3                             | 4                              | 2                              | -         | -         | 27    | 7     |
| Sous-total            | Sous-total               | Sous-total            | 20          | 5           | 3               | 0               | -                 | -                 | -                              | 4                              | 2                              | -         | -         | 27    | 7     |
| 2015-2016             | Brighton & Hove          | Championship          | 19          | 5           | 2               | 0               | -                 | -                 | -                              | -                              | -                              | -         | -         | 21    | 5     |
| 2016-2017             | Brighton & Hove          | Championship          | 45          | 15          | -               | -               | -                 | -                 | -                              | -                              | -                              | -         | -         | 45    | 15    |
| 2017-2018             | Brighton & Hove          | Premier League        | 33          | 3           | 2               | 0               | 2                 | 0                 | -                              | -                              | -                              | -         | -         | 37    | 3     |
| 2018-2019             | Brighton & Hove          | Premier League        | 30          | 2           | 6               | 2               | -                 | -                 | -                              | -                              | -                              | -         | -         | 36    | 4     |
| Sous-total            | Sous-total               | Sous-total            | 127         | 25          | 10              | 2               | 2                 | 0                 | -                              | -                              | -                              | -         | -         | 139   | 27    |
| 2019-2020             | Fulham FC (prêt)         | Championship          | 42          | 3           | 1               | 1               | -                 | -                 | -                              | -                              | -                              | 3         | 0         | 46    | 4     |
| 2020-2021             | Fulham FC                | Premier League        | -           | -           | -               | -               | 3                 | 0                 | -                              | -                              | -                              | -         | -         | 3     | 0     |
| 2021-2022             | Fulham FC                | Championship          | 4           | 0           | 1               | 0               | 2                 | 0                 | -                              | -                              | -                              | -         | -         | 7     | 0     |
| Sous-total            | Sous-total               | Sous-total            | 46          | 3           | 2               | 1               | 5                 | 0                 | -                              | -                              | -                              | 3         | 0         | 56    | 4     |
| 2020-2021             | Nottingham Forest (prêt) | Championship          | 34          | 2           | 1               | 1               | -                 | -                 | -                              | -                              | -                              | -         | -         | 35    | 3     |
| 2022-2023             | Volos FC (prêt)          | Superleague           | 9           | 1           | 2               | 0               | -                 | -                 | -                              | -                              | -                              | -         | -         | 11    | 1     |
| 2023                  | Huddersfield Town (prêt) | Championship          | 5           | 0           | -               | -               | -                 | -                 | -                              | -                              | -                              | -         | -         | 5     | 0     |
| Sous-total            | Sous-total               | Sous-total            | 4           | 0           | 0               | 0               | 0                 | 0                 | -                              | 0                              | 0                              | 0         | 0         | 4     | 0     |
| 2023-2024             | Valenciennes FC          | Ligue 2               | 14          | 1           | 3               | 0               | -                 | -                 | -                              | -                              | -                              | -         | -         | 17    | 1     |
| Total sur la carrière | Total sur la carrière    | Total sur la carrière | 394         | 62          | 26              | 5               | 20                | 7                 | -                              | 4                              | 2                              | 5         | 0         | 449   | 76    |

## Buts internationaux

### France -20 ans
| no | Date             | Sélection | Lieu                                  | Adversaire | Évolution du score | Résultat | Compétition            |
| -- | ---------------- | --------- | ------------------------------------- | ---------- | ------------------ | -------- | ---------------------- |
| 1  | 17 mai 2011      | 1         | Stade Hector-Rolland, Moulins, France | États-Unis | 2-3                | 3-3      | Match amical           |
| 2  | 17 mai 2011      | 1         | Stade Hector-Rolland, Moulins, France | États-Unis | 3-3                | 3-3      | Match amical           |
| 3  | 2 juin 2011      | 3         | Stade Perruc, Hyères, France          | Mexique    | 1-0                | 4-1      | Tournoi de Toulon 2011 |
| 4  | 10 novembre 2011 | 8         | Stade Ramat Gan, Ramat Gan, Israël    | Israël     | 1-0                | 1-2      | Match amical           |

### France espoirs
| no | Date              | Sélection | Lieu                                        | Adversaire | Évolution du score | Résultat | Compétition  |
| -- | ----------------- | --------- | ------------------------------------------- | ---------- | ------------------ | -------- | ------------ |
| 1  | 10 septembre 2012 | 1         | Stade Marcel-Deflandre, La Rochelle, France | Chili      | 1-0                | 4-0      | Match amical |

## Palmarès

### En club
- Leicester City
  - Champion d'Angleterre de D2 en 2014.

- Brighton & Hove
  - Vice-champion d'Angleterre de D2 en 2017.

- Fulham
  - Champion d'Angleterre de D2 en 2022.

### En équipe nationale
- France -20 ans
  - Finaliste du Tournoi de Toulon en 2011.

### Distinctions personnelles
- Meilleur joueur de la saison de D2 anglaise en 2017[27].
- Membre de l'équipe-type de D2 anglaise en 2017.
- Joueur du mois de D2 anglaise en avril 2016.
- Plus beau but du mois de Premier League en mars 2019.